# 鄭炤
鄭炤（1463年—？），字叔昭，福建福州府閩縣人，明朝政治人物。

## 生平
成化二十二年（1486年），福建丙午乡试中舉第六十二名。成化二十三年（1487年）聯捷丁未科進士，改庶吉士，官至南雄府知府。

## 家族
曾祖鄭伯敬；祖父鄭垕；父鄭瑄，母張氏。永感下。